# Crespo (Argentine)
Crespo est une ville d'Argentine située dans la province d'Entre Ríos.

## Personnalités liées à la ville
- Gabriel Heinze, footballeur international argentin, est né en 1978 à Crespo.